# Nkong Nen I
Pour les articles homonymes, voir Nkong.
Ne doit pas être confondu avec Nkong-Nnen I.
Nkong Nen I est un village de la région du Centre au Cameroun, localisé dans l'arrondissement (commune) de Bikok et le département de la Méfou-et-Akono.

## Population
En 1965 Nkong Nen I  comptait 435 habitants, principalement des Etenga.
Lors du recensement de 2005, ce nombre s'élevait à 543.